# Гражданская война в Римской империи (350—353)
Гражданская война в Римской империи (350—353) — военный конфликт между несколькими претендентами на императорский трон в Римской империи. Поводом к началу войны послужило убийство императора западной части империи Константа в 350 году. В итоге победу над узурпатором Магненцием одержал Констанций II в 353 году и стал единоличным императором.

## Предыстория
После смерти Константина Великого в 337 году началась борьба за главенство над империей. Сыновья Константина Великого: Константин II, Констанций II и Констант инспирировали мятеж в Константинополе, целью которого было устранить всех возможных претендентов. Погибло большинство родственников Константина Великого, в том числе Ганнибалиан Младший и Далмаций Младший, владения которых были разделены между братьями.
В 340 году вспыхнула война между Константом и Константином II, в которой последний был убит при Аквилее. Констант присоединил его владения.

## Убийство Константа
В 350 году в галльских легионах вспыхнул мятеж, во главе которого стояли магистр оффиций Марцеллин и полководец Константа Магненций. Магненций был провозглашен императором в Августодуне (современный Отён) 18 января 350 года. Констант попытался бежать на юг, но в Пиренеях был настигнут агентом Магненция и убит.

## Ход войны
После убийства Константа власть на западе в провинции Иллирия захватил Ветранион. Оба узурпатора отправили посольства Констанцию с предложение разделить империю между собой, но Констанций отверг предложение. Для продолжения войны с персами он оставил Галла, а сам с большими силами отправился на запад.

### Мятеж Непоциана
Сразу после захвата власти Магненцием в Италии был провозглашен императором Непоциан, родственник Константина Великого. Он собрал войско из гладиаторов и двинулся на Рим. Префект Рима Фабий Титиан, лояльный Магненцию, собрал ополчение из жителей города и вышел навстречу Непоциану. В последовавшем сражении ополчение было рассеяно, а войска Непоциана ворвались в город вслед за ополчением и устроили резню.
Магненций отправил войска в Италию во главе с Марцеллином, быстро подавив мятеж Непоциана, который правил с 3 июня по 30 июня 350 года.

### Констанций против Ветраниона
Констанций II обратился с речью к войскам Ветраниона. Речь оказалась настолько убедительной, что Ветранион с войсками сдался без борьбы.

### Констанций против Магненция
С большой армией Констанций отправился в поход на запад. Противники встретились возле Атранса, где Констанций понес большие потери и вынужден был отступить. Уверенный в победе Магненций начал преследование. Возле Мурсы в 351 году произошло новое сражение. Констанций имел двойной численный перевес (60 000 против 30 000 человек). В первые часы ход сражения был неопределенным, стороны понесли огромные потери. В итоге конница Констанция смяла правое крыло войск Магненция. Общие потери римской армии составили до 55 000 человек.
Эта самая кровавая битва столетия существенно ослабила мощь империи, вследствие чего германцы захватили часть рейнской границы и опустошили Галлию.
Магненций попытался собрать новые войска в Италии, но неудачно, Констанций вступил в Италию. Магненций отступил в Галлию, где у горы Селевк произошло новое сражение, в котором Магненций был окончательно разгромлен. Оставленный всеми своими сторонниками он покончил с собой, бросившись на меч. Констанций стал единоличным императором.

## Последствия
Империя вновь объединилась под властью одного правителя, но значительно ослабленная. Римская армия потеряла многие десятки тысяч лучших легионеров, восполнить которые в ближайшие годы не представлялось возможным. Усилили нажим германцы, прежде всего франки и алеманны, разорив Галлию. Вскоре после окончания войны цезарь Галл был казнен Констанцием (354), а на его место назначен Юлиан (355). Юлиану была поручена оборона Галлии, с которой он успешно справился, имея ограниченные силы, а после победы при Аргенторате проведя несколько походов в Германию. Констанцию же удалось в 358 году разгромить сарматов и квадов на дунайской границе. Таким образом спокойствие на рейнско-дунайской границе было восстановлено, пока над империей не нависла угроза новой гражданской войны в 360 году на этот раз между Юлианом и Констанцием.